# Agriculture au Venezuela

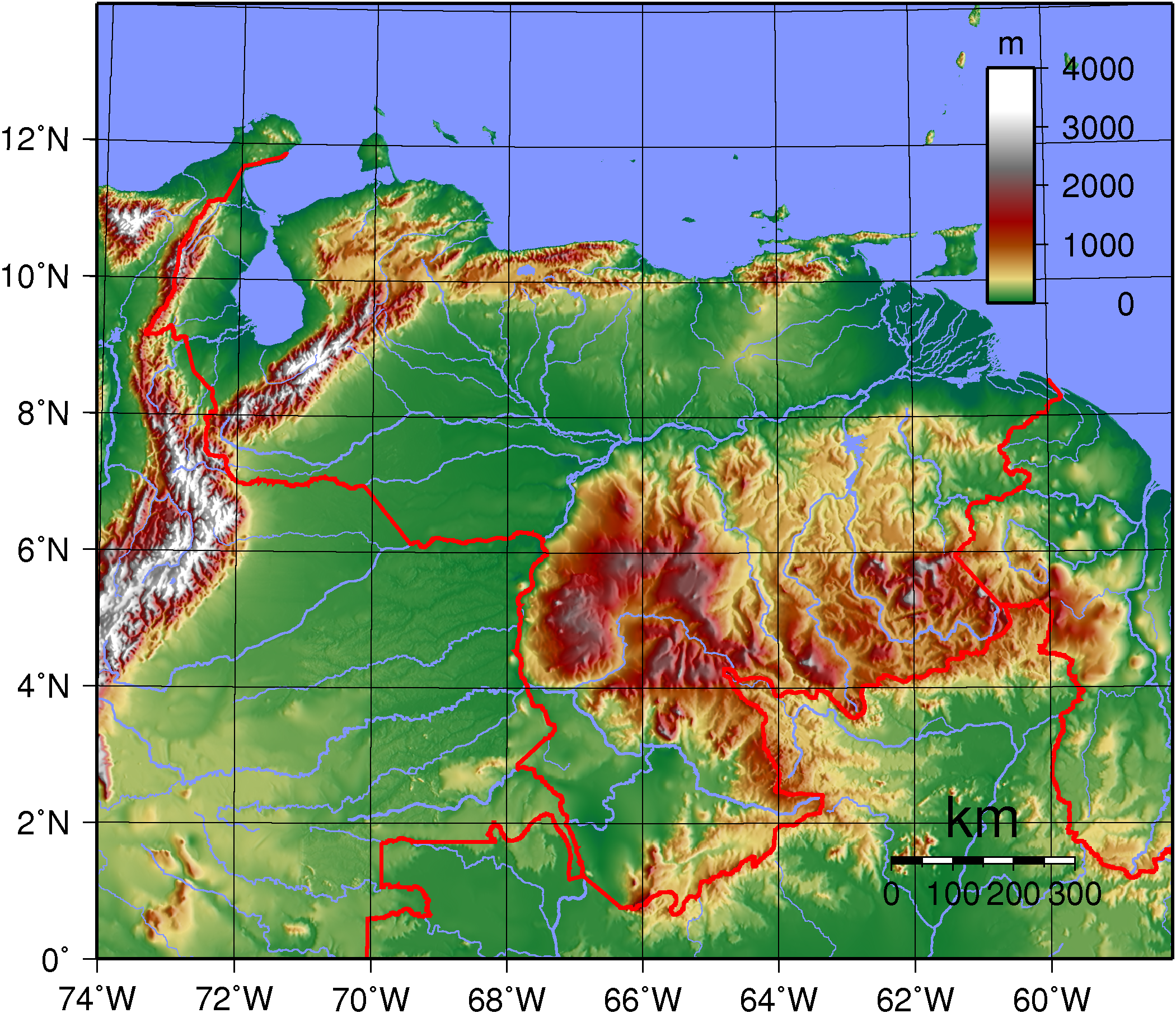
Topographie du Venezuela

L'agriculture du Venezuela a une part beaucoup plus faible de l'économie que dans n'importe quel autre pays d'Amérique latine. Depuis la découverte du pétrole au Venezuela au début du XXe siècle jusqu'aux années 1940, l'importance de l'agriculture a diminué rapidement et avec le début du développement industriel à grande échelle dans les années 1940, l'agriculture et la réforme agraire ont été largement négligées par les gouvernements successifs (même si en 1960 une loi sur la réforme agraire permet à 200 000 familles de recevoir des terres, en grande partie au début des années 1960). Le pays importe la plupart de ses produits alimentaires, principalement de Colombie et des États-Unis. Depuis 1999 et la révolution bolivarienne du président Hugo Chávez, l'agriculture a une priorité un peu plus élevée.

## Histoire

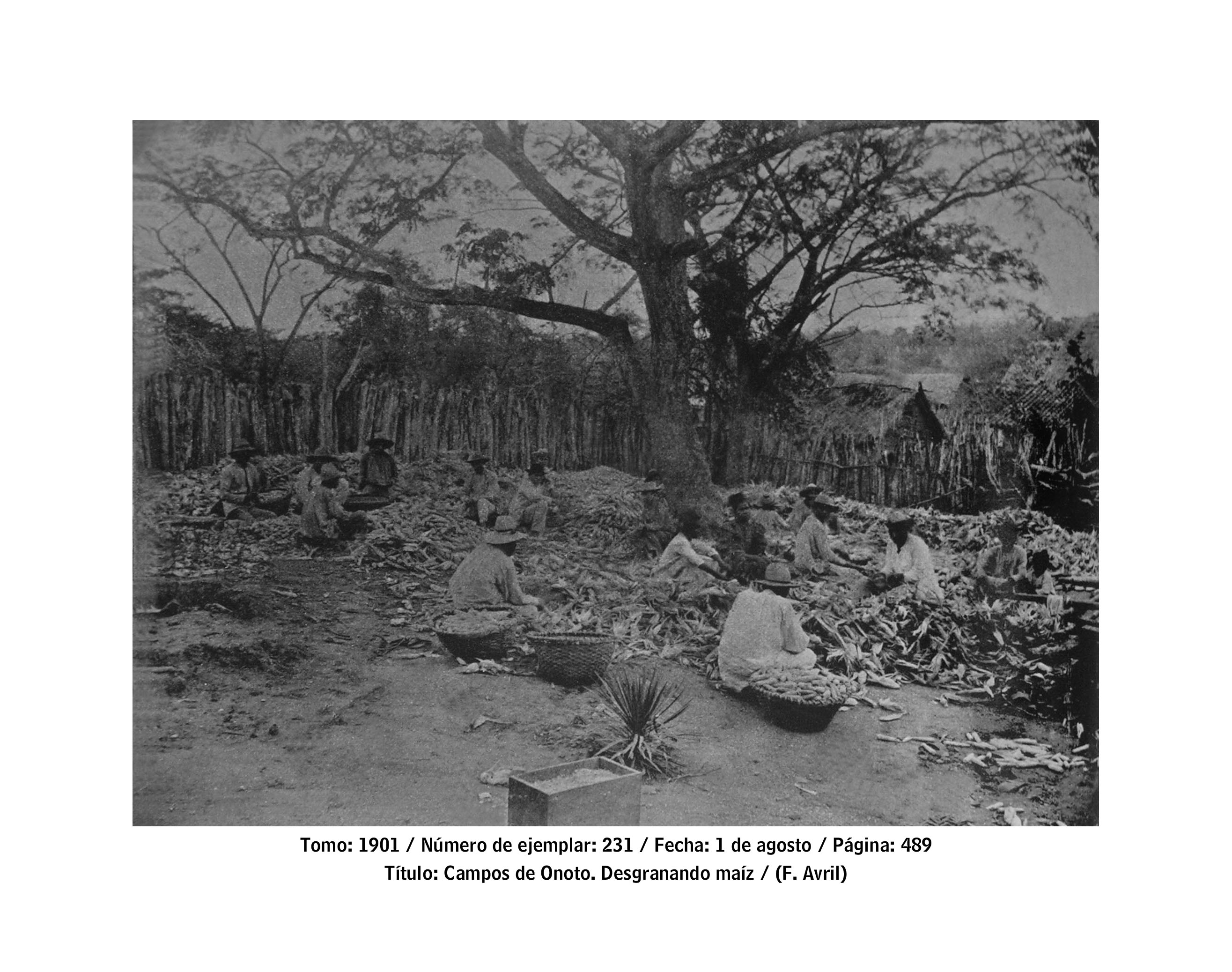
Égrenage des épis de maïs à la main en 1901 au Venezuela.

Avant les années 1950 et le lancement des exportations de pétrole à grande échelle, l'agriculture, la pêche et l'industrie forestière sont au cœur de l'économie vénézuélienne, produisant plus de la moitié du produit intérieur brut (PIB). Dans les années 1930, l'agriculture fournit 22 % du PIB et occupe 60 % de la population active. Comme l'industrie pétrochimique connait une expansion rapide dans les années 1970 et 1980, la proportion de la population active dans l'agriculture a diminué d'un cinquième à un dixième. En 1988, l'agriculture contribue seulement à 5,9 % du PIB, employant 13 % de la population active et fournit à peine 1 % du total des exportations. L'agriculture continue de baisser et représente environ 5 % du PIB et 10 % de l'emploi en 2004. Selon une enquête gouvernementale de 1997, 3,4 millions d'hectares de terres sont propices à l'agriculture (plus 17,1 millions appropriées au pâturage), mais seulement 700 000 ha ont été employées dans la production de céréales.

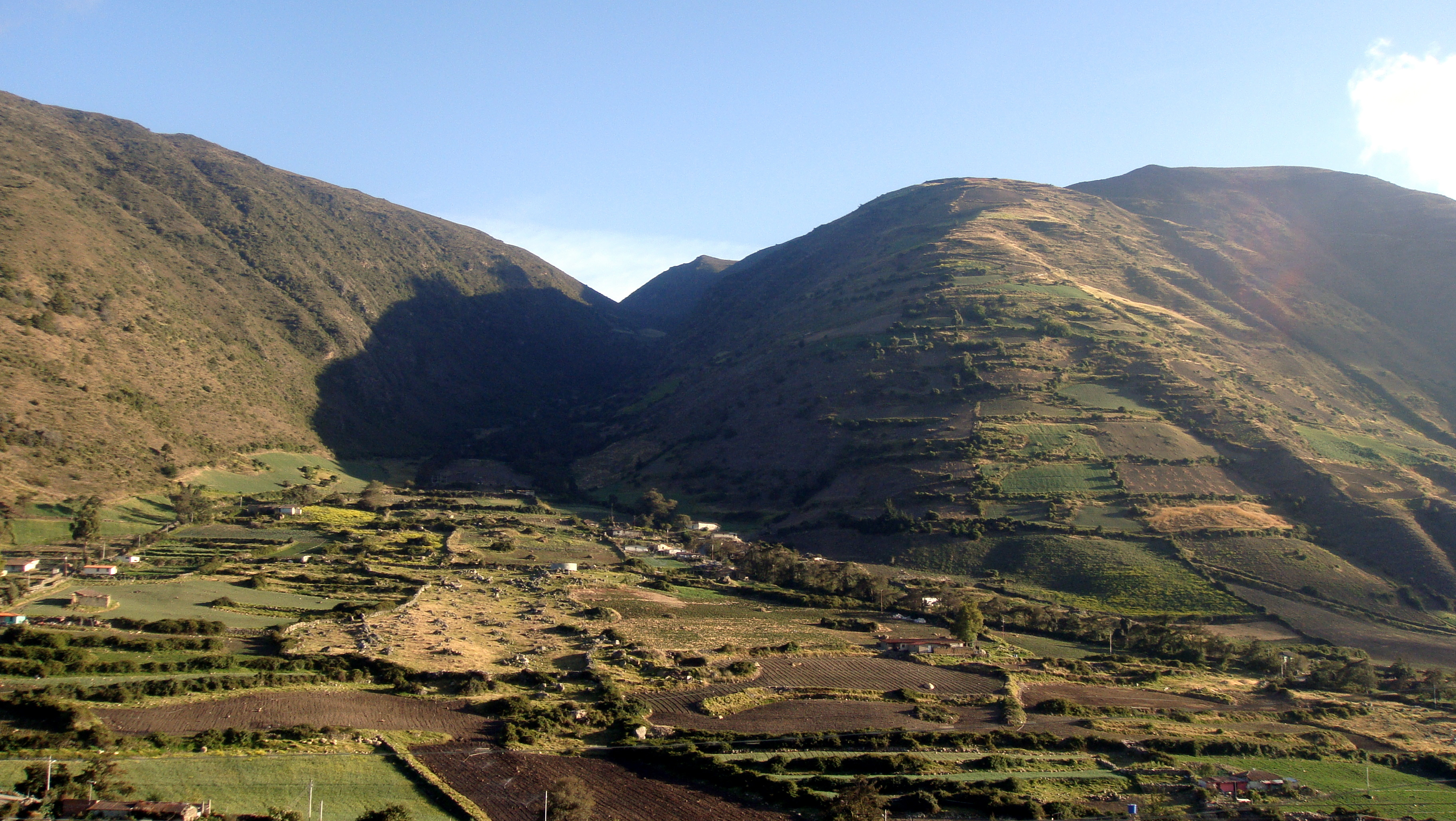
Campagne dans les environs de Merida.

Le Venezuela a vu plusieurs tentatives de réforme agraire avant 1998. Au cours de la brève période avant la dictature (El Trienio Adeco (en), 1945-1948), le gouvernement d'action démocratique redistribue les terres qui, selon lui, avait été acquises illégalement par des membres des gouvernements précédents et à la mi-1948, il promulgue une loi de réforme agraire. La plupart des terres redistribuées de cette manière ont été rendues à leurs anciens propriétaires lors de la dictature de Marcos Pérez Jiménez de 1948 à 1958. Après la restauration de la démocratie en 1958, une nouvelle loi foncière est adoptée en mars 1960, avec des réformes au début des années 1960 concentrées dans les états du nord : Miranda, Aragua et Carabobo, venant en grande partie d'expropriations de propriétés privées. La réforme est accompagnée d'une augmentation considérable de la production agricole. En fin de compte la réforme voit environ 200 000 familles recevoir des transferts de terres, principalement au début des années 1960.

### Révolution bolivarienne

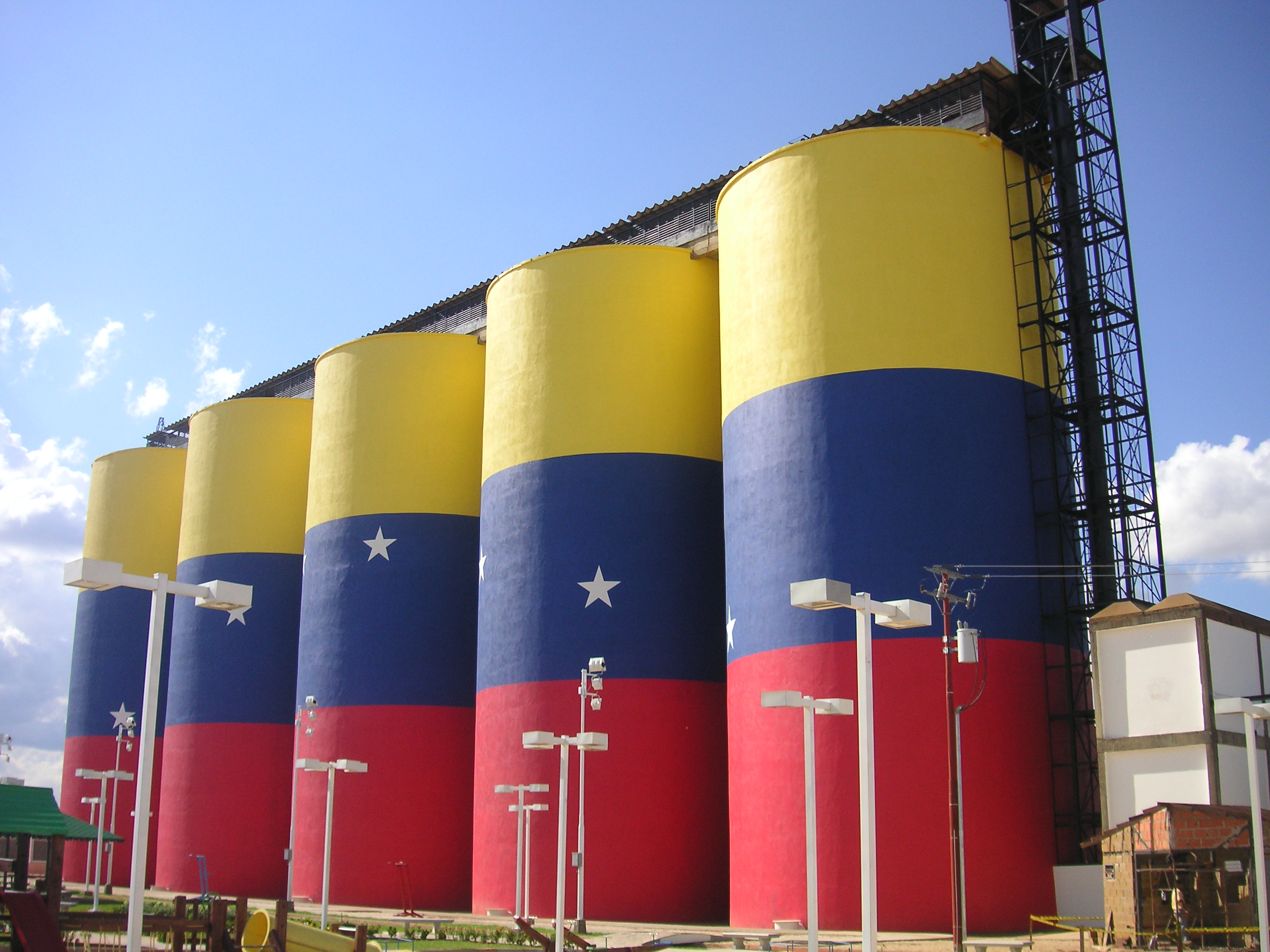
Silos de grains aux couleurs du Venezuela.

Dans le Venezuela d'aujourd'hui, l'agriculture est caractérisée par l'inefficacité et la faiblesse des investissements, avec 70 % des terres agricoles détenues par 3 % des propriétaires agricoles (l'un des plus hauts niveaux de concentration des terres en Amérique latine). Selon la loi de réforme agricole et foncière de 2001 (voir Mission Zamora (en)), les terres publiques et privées qui sont réputées être improductives ou détenues illégalement doivent être redistribuées. De 1999 à 2006, 130 travailleurs sans terre ont été assassinés par des sicaires payés par les opposants à la réforme. En janvier 2009, le gouvernement vénézuélien redistribue près de 2,7 millions d'hectares de terres en friche (soit près de ⅓ des latifundiums existant avant 1998) à 180 000 familles paysannes sans terre.

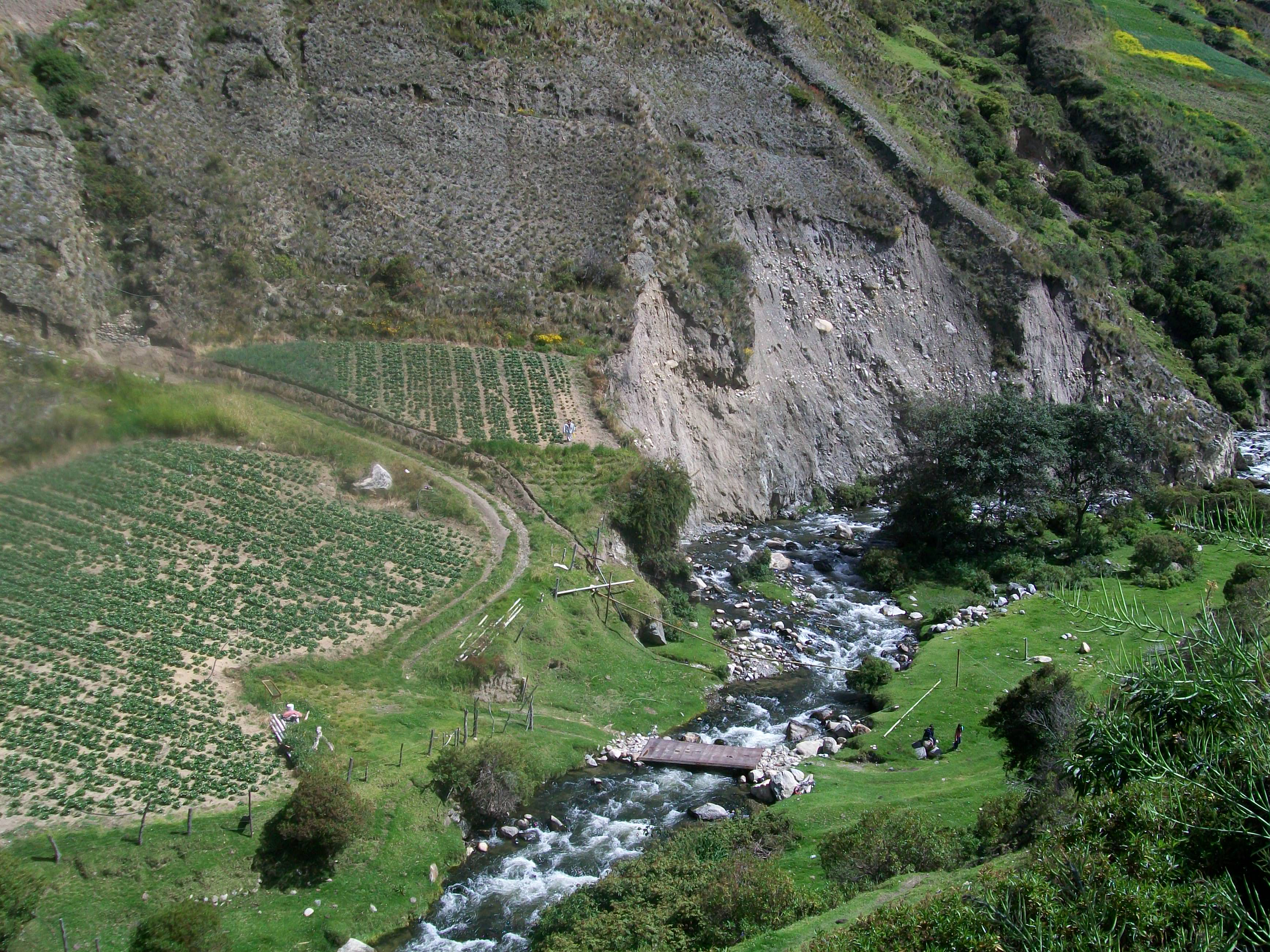
Cultures au bord du rio Chama.

Une nouvelle mission bolivarienne, la Mission Vuelta al Campo (en) est annoncée en 2005, elle vise à encourager les pauvres et les chômeurs urbains Vénézuéliens à retourner de plein gré à la campagne. Cela implique l'utilisation des terres récupérées auprès de propriétaires privés dont la propriété n'a pas pu être démontrée, ainsi que la nationalisation. Par exemple, en 2008, le gouvernement a exproprié El Frio, un domaine de 63 000 ha dans l'Apure (plus grand que l'île touristique de Margarita), dont les propriétaires (Nelson Rockefeller est réputé en faire partie) n'ont pu prouver avoir un titre foncier légal. Le gouvernement vénézuélien a également eu recours à l'expertise étrangère pour développer le potentiel agricole du Venezuela, par exemple en travaillant avec des agronomes vietnamiens sur les techniques de plantation et les hybrides de semences de riz appropriées aux conditions agricoles vénézuéliennes. Le programme de réforme agraire a néanmoins fait l'objet de critiques de la part de diverses sources, dont des agriculteurs manquant d'un soutien gouvernemental suffisant, en particulier dans le cas des citadins se rendant à la campagne pour créer des coopératives agricoles.

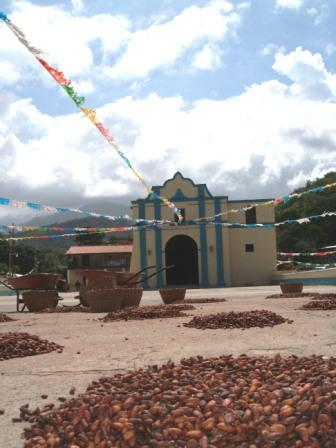
Cacao séchant sur la Plaza de Secado (place de séchage) en face de l'église de Chuao au Venezuela.

En 2008, le Venezuela était autosuffisant dans ses deux céréales les plus importantes, le maïs et le riz, avec des augmentations de production de 132 % pour le maïs et entre 71 et 94 % pour le riz depuis 1998. Le pays a également atteint l'autosuffisance en viande de porc, ce qui représente une augmentation de la production de près de 77 % depuis 1998. Le pays est également en voie d'atteindre l'autosuffisance dans un certain nombre d'autres importants aliments de base, y compris le bœuf, le poulet et les œufs, pour lesquels la production nationale arrive actuellement à 70, 85 et 80 % de la demande nationale respectivement. La production de lait a augmenté de 900 % à 1,96 million de tonnes, réalisant 55 % de la demande nationale. Beaucoup d'autres cultures ont connu des augmentations importantes au cours de la dernière décennie, y compris les haricots noirs (143 %), les légumes-racines (115 %), et le tournesol pour la production d'huile de cuisson (125 %),.

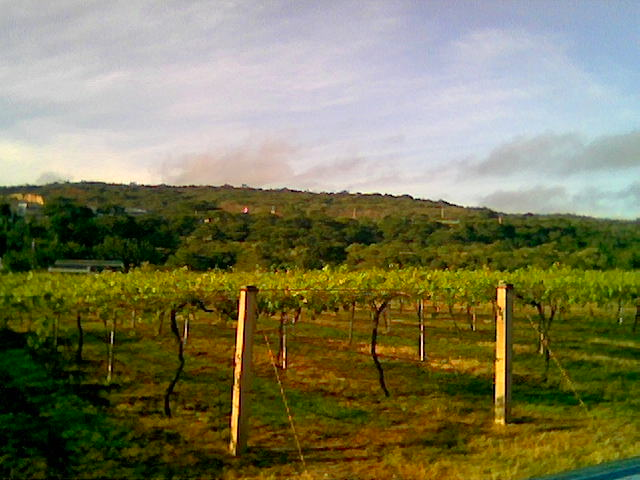
Vignoble vénézuélien

En 2010, le gouvernement annonce une augmentation de 48 % des terres cultivées depuis 1998. Sur la même période, la production de certains produits de base a considérablement augmenté : « La production de riz a augmenté de 84 %, pour atteindre près de 1,3 million de tonnes par an alors que la production de lait a augmenté à 2,18 millions de tonnes, une augmentation de 47 % ».
Après les élections législatives de 2010, le gouvernement vénézuélien intensifie ses efforts pour restructurer le secteur agricole en nationalisant la plus grande entreprise d'approvisionnement agricole du pays (renommée Agropatria (en)) et la société d'engrais FertiNitro (en).

### Sources bibliographiques
- (en) Robert J. Alexander, « Nature and Progress of Agrarian Reform in Latin America », Journal of Economic History (en), Cambridge University Press, vol. 23, no 4,‎ décembre 1963, p. 559-573 (ISSN 0022-0507 et 1471-6372, lire en ligne)
- (en) Maurice Lemoine, « Venezuela: the promise of land for the people », Le Monde diplomatique,‎ octobre 2003 (ISSN 0026-9395, lire en ligne)
- (en) Christina Schiavoni et William Camacaro, « The Venezuelan Effort to Build a New Food and Agriculture System », Monthly Review, vol. 61, no 03,‎ juillet-août 2009 (ISSN 0027-0520, lire en ligne)
- (en) Gregory Wilpert, « Land for people not profit in Venezuela », dans Peter Rosset, Raj Patel et Michael Courville, Promised Land : Competing Visions of Agrarian Reform, Food First Books, 2006, 380 p. (ISBN 0935028285 et 9780935028287, lire en ligne), p. 249-264